# Baikonur
Pour les articles homonymes, voir Baïkonour.
Pour plus de détails, voir Fiche technique et Distribution.
Baikonur est un film germano-russo-kazakh réalisé par Veit Helmer et sorti en 2011.

## Synopsis
Une astronaute française réalise son rêve et embarque dans une fusée russe à Baïkonour. Mais la mission ne se passe pas comme prévu et elle doit faire un atterrissage d'urgence au Kazakhstan, où un jeune paysan passionné d'astronautique surnommé « Gagarine » lui porte secours.

## Fiche technique
- Réalisation : Veit Helmer
- Scénario : Sergej Ashkenazy et Veit Helmer
- Musique : Goran Bregović
- Photographie : Nikolai Kanow
- Montage : Vincent Assmann
- Décors : Sonja Bream-Winzenried
- Costumes : Teona Kavelashvili
- Production : Veit Helmer, Dagmar Mielke, Bettina Ricklefs, Andreas Schreitmüller, Rosemarie Wintgen
  - Coproduction : Anna Katchko, Gulnara Sarsenova, Sergey Selyanov
- Sociétés de production : Eurasia Film Production, Tandem Production, CTB Film Company, Veit Helmer Filmproduktion, en coproduction avec Rundfunk Berlin-Brandenburg (RBB), Bayerischer Rundfunk (BR) et Arte
- Sociétés de distribution : Aramis Films (France), X Verleih AG (Allemagne)
- Pays de production :  Allemagne,  Russie et  Kazakhstan
- Langues originales : russe, anglais et français
- Format : couleur — 1,85:1 — son Dolby Digital
- Durée : 94 minutes
- Dates de sortie :
  - Allemagne : 1er septembre 2011
  - France : 10 novembre 2012 (Festival d'Arras) ; 23 octobre 2013 (sortie nationale)

## Distribution
- Alexander Asochakov : Iskander 'Gagarin' Orinbekov
- Marie de Villepin : Julie Mahé
- Sitora Farmonova : Nazira
- Erbulat Toguzakov : Rustam
- Waléra Kanischtscheff : Chef Baikonur

## Production
- Lieu de tournage : Kazakhstan[1]